# Hyllus bos
Hyllus bos är en spindelart som först beskrevs av Carl Jakob Sundevall 1833.  Hyllus bos ingår i släktet Hyllus och familjen hoppspindlar. Inga underarter finns listade i Catalogue of Life.